# 蒙特基奥-普雷卡尔奇诺
蒙特基奥-普雷卡尔奇诺（義大利語：Montecchio Precalcino），是意大利威尼托大区维琴察省的一个市镇。总面积14平方公里，人口5031人，人口密度359.4人/平方公里（2009年）。国家统计（ISTAT）代码为024062。